# Ватанабэ, Акинори
Акинори Ватанабэ (яп. 渡部 信宣 Ватанабэ Акинори, род. 10 июля 1985 года, Сугито, Китакацусика, Сайтама,  Япония) — японский боксёр-профессионал, выступающий в полусредней и первой средней весовых категориях.
Он является 50-м чемпионом Японии в полусреднем весе, 37-м чемпионом OPBF (Восточной и тихоокеанской федерации бокса) в полусреднем весе и 17-м чемпионом PABA в первом среднем весе.
Акинори Ватанабе отличается агрессивной манерой боя, предпочитая атакующие действия и пренебрегая защитой.
Его прозвище на ринге — Акибэй Усивакамару (яп. 牛若丸 あきべぇ), что можно вольно перевести как "Молодой бык Акибэй".
Он тренируется в боксёрском зале Кадоэби Хосэки (Kadoebi Houseki Boxing Gym), 
который воспитал таких чемпионов как Игл Кайова, Кодзи Кобаяси, Юсукэ Кабори и 
Юкинори Огуни.
Акинори Ватанабэ окончил частную школу Hanasaki Tokuharu High School в городе Кадзо. 
Одновременно с ним там учился другой японский боксёр Синъя Ивабути.
Акинори одного возраста с боксёром Рёта Мурата, олимпийским чемпионом 2012 года в Лондоне, который является его близким другом.

## Профессиональная карьера
Акинори Ватанабэ начал тренироваться в боксёрском зале Кёэй (Kyoei Boxing Gym) еще во время учебы в старшей школе. 
Он провел свой дебютный бой 16 февраля 2004 года, как раз перед выпуском, и выиграл в этом 4-х раундовом поединке единогласным решением судей.
11 апреля 2011 года состоялся бой между Акинори Ватанабэ и действующим на тот момент чемпионом Ё Иноуэ. Акинори выиграл бой накаутом во 2-м раунде и завоевал два титула: чемпиона Японии и OPBF в полусреднем весе.
С августа 2011-го по март 2013 года включительно Ватанабе провел шесть успешных защит (в пяти из них выиграл нокаутом) титула OPBF, а затем поднялся в первый средний вес.
19 ноября 2013 года Акинори Ватанабэ стал чемпионом PABA в первом среднем весе, победив южнокорейского боксёра Квак Кёнсока. Бой проходил в Республике Корея на острове Чеджудо. Он стал первым японцем, завоевавшим этот титул.
25 ноября  2015 года JBC (Japan Boxing Commission) опубликовала свой рейтинг боксёров,
где Акинори Ватанабэ был на 9-м месте среди боксёров в полусреднем весе.
Ватанабэ не попал в рейтинг боксёров JBC, опубликованный 29 июня 2016 года, так как он потерпел поражение в бою с Тосио Арикавой и не проводил новых поединков.
По той же причине, 8 августа 2016 года, OPBF не включила его в свой рейтинг.
28 августа 2016 года он перешел из боксёрского зала Ногути в зал Кадоэби Хосэки (Kadoebi Houseki Boxing Gym).
14 января 2017 года в зале Коракуэн (Токио) Акинори Ватанабэ провел бой с Такэси Иноуэ. Бой продолжался все 8 раундов, и по результатам поединка, судьи присудили победу Такэси Иноуэ.
8 мая 2017 года Ватанабэ одержал победу над боксёром из Индонезии Макси Нахаком, а 4 ноября  победил филиппинца Дэнниса Падуа.
15 декабря 2017 года в бою за титул чемпиона по версии WBO International в первом среднем весе Акинори Ватанабэ проиграл российскому боксёру Магомеду Курбанову.

## Таблица боёв
- Любительские: 15 побед в 20 боях (6 нокаутов · RSC), 5 поражений.
- Профессиональные: 35 побед в 42 боях (30 нокаутов), 7 поражений.

В таблице перечислены результаты всех поединков боксёров.
В каждой строке указан результат поединка. Дополнительно номер поединка обозначен цветом, который обозначает итог поединка. Расшифровка обозначений и цветов представлена в нижеследующей таблице.
| Пример | Расшифровка                     |
| ------ | ------------------------------- |
|        | Победа                          |
|        | Ничья                           |
|        | Поражение                       |
|        | Планируемый поединок            |
|        | Поединок признан несостоявшимся |
| КО     | Нокаут                          |
| ТКО    | Технический нокаут              |
| PTS    | Решение судей (по очкам)        |
| UD     | Единогласное решение судей      |
| MD     | Решение большинства судей       |
| SD     | Раздельное решение судей        |
| RTD    | Отказ от продолжения боя        |
| DQ     | Дисквалификация                 |
| NC     | Поединок признан несостоявшимся |

| Результат | Соперник            | Показатели соперника | Тип | Раунд, Время  | Дата             | Место боя                             | Комментарии                                                      |
| --------- | ------------------- | -------------------- | --- | ------------- | ---------------- | ------------------------------------- | ---------------------------------------------------------------- |
| 35-7      | Магомед Курбанов    | 12-0-0               | TKO | 8 (12), 1:15  | 15 декабря 2017  | ДИВС, Екатеринбург, Россия            | Бой за титул WBO International в первом среднем весе             |
| 35-6      | Dennis Padua        | 11-12-2              | KO  | 1 (8), 1:13   | 4 ноября 2017    | Коракуэн, Токио, Япония               |                                                                  |
| 34-6      | Maxi Nahak          | 7-12-2               | TKO | 2 (8), 2:53   | 8 мая 2017       | Коракуэн, Токио, Япония               |                                                                  |
| 33-6      | Такэси Иноуэ        | 8-0-1                | UD  | 8             | 14 января 2017   | Коракуэн, Токио, Япония               | 73-79 74-78 74-78                                                |
| 33-5      | Тосио Арикава       | 11-4-0               | TKO | 6 (8), 0:16   | 2 ноября 2015    | Коракуэн, Токио, Япония               |                                                                  |
| 33-4      | Kiadtisak Arsapha   | 0-2-0                | KO  | 1 (8), 2:21   | 30 июля 2015     | Коракуэн, Токио, Япония               |                                                                  |
| 32-4      | Arnel Tinampay      | 22-16-1              | UD  | 8             | 16 апреля 2015   | Коракуэн, Токио, Япония               | 78-73 77-74 77-74                                                |
| 31-4      | Komsak Kangsanthea  | 8-3                  | KO  | 2 (8), 2:38   | 22 августа 2014  | Коракуэн, Токио, Япония               |                                                                  |
| 30-4      | Квак Кёнсок         | 10-8                 | RTD | 4 (12), 3:00  | 19 ноября 2013   | Grand Hotel, Чеджу, Южная Корея       | Выиграл вакантный титул PABA в первом среднем весе               |
| 29-4      | Джейпи Игнасио      | 9-15-2               | UD  | 8             | 3 сентября 2013  | Sun Messe Kagawa, Такамацу, Япония    | 80-72, 80-73, 79-73. Бой в первом среднем весе                   |
| 28-4      | Кобра Сува          | 12-9-2               | TKO | 6 (12), 2:45  | 18 марта 2013    | Коракуэн, Токио, Япония               | Защитил титул OPBF в полусреднем весе                            |
| 27-4      | Правет Сингванча    | 48-3-2               | UD  | 12            | 19 ноября 2012   | Коракуэн, Токио, Япония               | 117-108, 116-111, 116-112. Защитил титул OPBF в полусреднем весе |
| 26-4      | Кадзукадзэ Ямакава  | 11-6-1               | TKO | 6 (10), 1:42  | 8 июля 2012      | Bunka Gym, Иокогама, Япония           | Защитил титул чемпиона Японии в полусреднем весе                 |
| 25-4      | Косиммару Сайто     | 17-3-1               | TKO | 11 (12), 1:59 | 27 марта 2012    | Коракуэн, Токио, Япония               | Защитил титулы чемпиона Японии и OPBF в полусреднем весе         |
| 24-4      | Кёитиро Сёдзи       | 9-2-4                | TKO | 4 (12), 1:32  | 1 ноября 2011    | Коракуэн, Токио, Япония               | Защитил титулы чемпиона Японии и OPBF в полусреднем весе         |
| 23-4      | Ян Джонхун          | 6-2                  | KO  | 4 (12), 2:46  | 4 августа 2011   | Коракуэн, Токио, Япония               | Защитил титул OPBF в полусреднем весе                            |
| 22-4      | Ё Иноуэ             | 18-1-2               | KO  | 2 (12), 1:22  | 11 апреля 2011   | Коракуэн, Токио, Япония               | Выиграл титулы чемпиона Японии и OPBF в полусреднем весе         |
| 21-4      | Такэхиро Симокавара | 14-5-2               | TKO | 4 (8), 1:35   | 15 сентября 2010 | Коракуэн, Токио, Япония               |                                                                  |
| 20-4      | Юити Идэта          | 12-1                 | TKO | 6 (6), 0:58   | 24 июня 2010     | Коракуэн, Токио, Япония               |                                                                  |
| 19-4      | Тадаси Юба          | 35-5-2               | TKO | 5 (8), 1:05   | 22 февраля 2010  | Коракуэн, Токио, Япония               |                                                                  |
| 19-3      | Гаку Такахаси       | 10-3-1               | MD  | 4             | 23 октября 2009  | Коракуэн, Токио, Япония               | 39-37, 39-38, 38-38                                              |
| 18-3      | Норимицу Эбинэ      | 8-4                  | KO  | 1 (4), 1:06   | 22 августа 2009  | Коракуэн, Токио, Япония               |                                                                  |
| 17-3      | Акихиро Фурукава    | 12-3-1               | KO  | 4 (10), 0:38  | 14 июня 2009     | Коракуэн, Токио, Япония               |                                                                  |
| 16-3      | Дайсукэ Накагава    | 11-3-1               | TKO | 3 (8), 1:44   | 8 октября 2008   | Коракуэн, Токио, Япония               |                                                                  |
| 16-2      | Цуёси Камииси       | 8-6-3                | TKO | 1 (10), 2:41  | 21 апреля 2008   | Коракуэн, Токио, Япония               |                                                                  |
| 16-1      | Тадаси Юба          | 31-4-2               | KO  | 1 (10), 1:30  | 6 декабря 2007   | Коракуэн, Токио, Япония               | Бой за титул чемпиона Японии в полусреднем весе                  |
| 16-0      | Фархад Бакиров      | 24-1-2               | TKO | 8 (10), 2:28  | 17 сентября 2007 | Коракуэн, Токио, Япония               |                                                                  |
| 15-0      | Джонатан Симамора   | 19-6-3               | KO  | 2 (10), 1:50  | 23 мая 2007      | Central Gym, Осака, Япония            |                                                                  |
| 14-0      | Дарсим Нангала      | 2-5-2                | KO  | 4 (10), 2:23  | 30 апреля 2007   | Twin Messe, Сидзуока, Япония          |                                                                  |
| 13-0      | Марко Тухумури      | 2-4-1                | KO  | 1 (10), 0:30  | 24 марта 2007    | Коракуэн, Токио, Япония               |                                                                  |
| 12-0      | Джоко Тунгал        | 4-9-3                | KO  | 1 (10), 1:15  | 23 февраля 2007  | Prefectural Sogo Gym, Саппоро, Япония |                                                                  |
| 11-0      | Сямсул Хидаят       | 3-3                  | TKO | 1 (8), 1:10   | 20 ноября 2006   | Коракуэн, Токио, Япония               |                                                                  |
| 10-0      | Ким Чханджон        | 12-7-1               | KO  | 1 (6), 2:31   | 27 сентября 2006 | Коракуэн, Токио, Япония               |                                                                  |
| 9-0       | Чхон Юн-у           | 3-3-1                | KO  | 1 (6), 1:02   | 2 августа 2006   | Yokohama Arena, Йокохама, Япония      |                                                                  |
| 8-0       | Луис Окамото        | 8-4                  | KO  | 8 (8), 1:35   | 5 мая 2006       | Ariake Colosseum, Токио, Япония       |                                                                  |
| 7-0       | Кадзутака Нисикава  | 15-4-1               | KO  | 2 (8), 2:33   | 8 марта 2006     | Коракуэн, Токио, Япония               |                                                                  |
| 6-0       | Катаюки Хосокава    | 9-3                  | KO  | 2 (6), 1:10   | 18 декабря 2005  | Коракуэн, Токио, Япония               |                                                                  |
| 5-0       | Хироаки Маэкава     | 5-0                  | KO  | 2 (4), 1:17   | 27 сентября 2005 | Коракуэн, Токио, Япония               |                                                                  |
| 4-0       | Кадзутомо Дзингудзи | 5-2                  | KO  | 2 (4), 1:29   | 5 августа 2005   | Коракуэн, Токио, Япония               |                                                                  |
| 3-0       | Макото Хироки       | 2-1                  | TKO | 1 (4), 2:00   | 14 июня 2005     | Коракуэн, Токио, Япония               |                                                                  |
| 2-0       | Сюсукэ Танабэ       | 2-5                  | KO  | 1 (4), 2:15   | 18 октября 2004  | Коракуэн, Токио, Япония               |                                                                  |
| 1-0       | Ясухиро Окава       | 1-1-2                | UD  | 4             | 16 февраля 2004  | Коракуэн, Токио, Япония               | 40-37, 39-37, 39-38                                              |